# Pseudopseustis
Pseudohadena là một chi bướm đêm thuộc họ Noctuidae.